# Silvio Ovelar
Silvio Adalberto Ovelar Benítez (Coronel Oviedo, 20 de noviembre de 1967), también conocido como Beto Ovelar o “Trato Apu’a”, es un politólogo y político paraguayo. Desde 2004 es senador nacional, por el Partido Colorado. Desde el 30 de junio de 2023, es también presidente del Senado.
Anteriormente se desempeñó como gobernador del departamento de Caaguazú de 1998 a 2003.

## Biografía

### Vida personal y familiar
Nació el 20 de noviembre de 1967 en la ciudad de Coronel Oviedo, departamento de Caaguazú. Es hijo de Silvio Ovelar y Hermelinda Benítez. Tiene cinco hermanos: Gustavo, Robert, Hugo, Eber y Mariela.
Contrajo matrimonio con Iris Magnolia Mendoza, con quien tiene tres hijos. En diciembre de 2023, se informó que uno de sus hijos, Alejandro, fue contratado como empleado de la Cámara de Diputados. Respondiendo a acusaciones de nepotismo, Ovelar justificó la contratación afirmando que su hijo fue dado el cargo de «ordenanza» (como se llama en Paraguay a un mandadero), y asegurando que tendría un mejor desempeño por asistir a un «colegio top», en comparación con aquellos provenientes «de escuelas públicas, con docentes probablemente mediocres, sin mucha formación».

### Educación
Sus estudios primarios lo realizó en la Escuela Graduada N° 698 "Wenceslaa Escalada" y los secundarios en el Centro Educacional Diocesano y en el Liceo Militar "Acosta Ñu".
Posee un título de licenciatura en ciencias políticas obtenido de la Universidad Católica de Asunción. Asimismo, ha cursado estudios en la misma institución académica en la carrera de Derecho, llegando hasta el cuarto año de estudios, aunque no ha completado dicha carrera.

## Trayectoria política
Inició su carrera política siendo electo presidente de la facción política juvenil del Partido Colorado (Juventud Colorada) en el año 1992. En 1994, fue electo convencional y presidente de la Seccional Colorada N.º 2 de su ciudad natal.
En 1998 fue electo gobernador del departamento de Caaguazú. Ese año también fue electo miembro de la Junta de Gobierno del Partido Colorado.

### Senador Nacional (2004-)
En 2003, al finalizar su periodo como gobernador, Ovelar ingresó como senador suplente. El 5 de agosto de 2004 jura como suplente en ejercicio, en reemplazo de Ana María Figueredo.
Al margen de su actividad parlamentaria como senador, Ovelar fue consultor para el Programa de las Naciones Unidas para el Desarrollo (PNUD); integrante del equipo de transición e integrante del Gabinete Social del gobierno del expresidente, Nicanor Duarte Frutos.
En 2008 fue electo como senador, esta vez titular. Fue también reelecto en las elecciones de 2013. Durante esta campaña del 2013 fue filmado comprando votos de colorados y "alquilando" cédulas de identidad de liberales.
En 2018, poco después de ser reelecto en los comicios de ese año, fue también electo por sus colegas como presidente del Senado para el periodo 2018-2019, sucediendo a Fernando Lugo. Tuvo 26 votos y 19 abstinencias, 

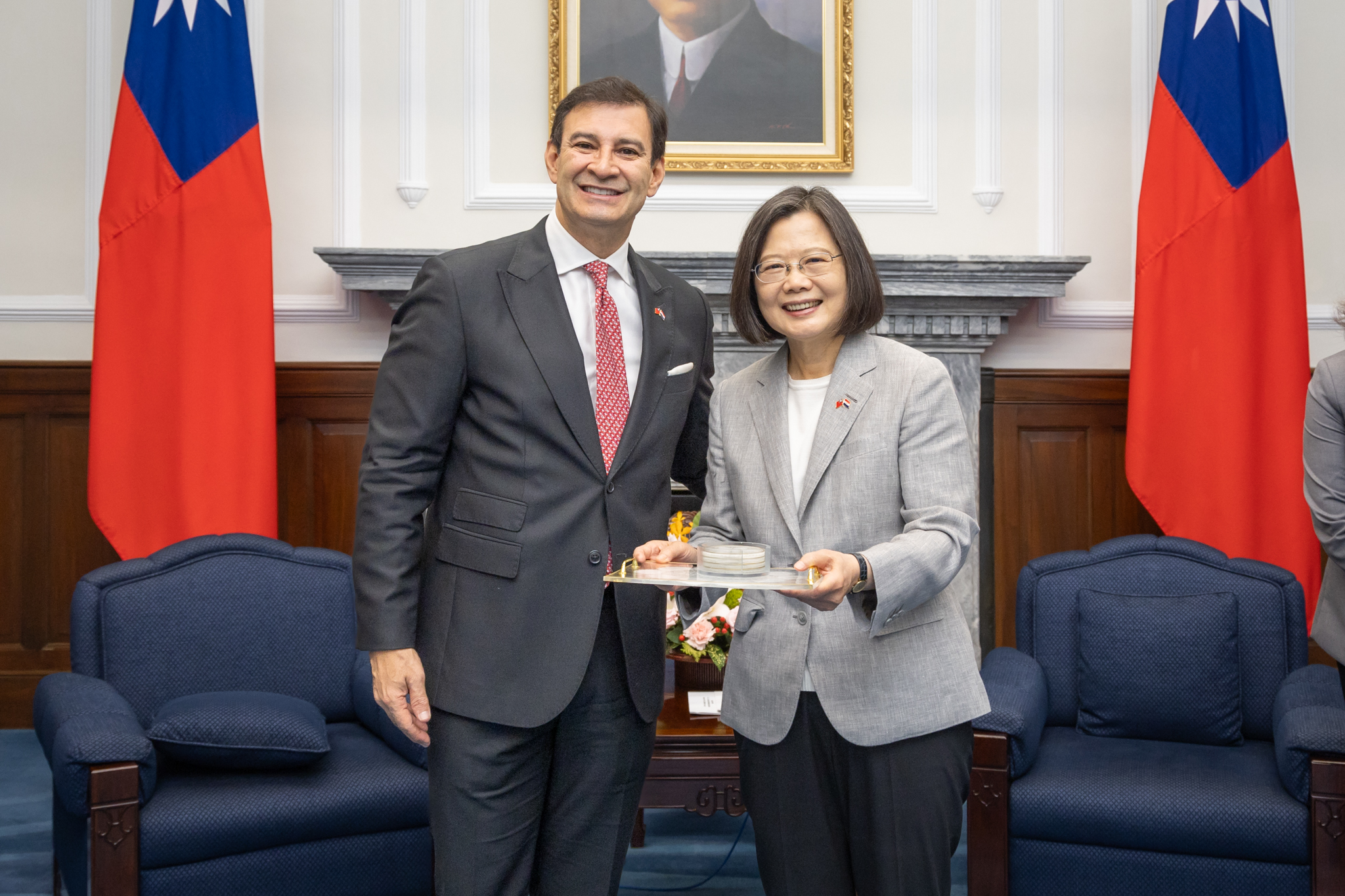
Ovelar junto a la presidenta de Taiwán, Tsai Ing-wen, en 2024.

Fue reelecto en 2023, como el senador con la mayor cantidad de votos. Poco después fue electo por sus colegas como presidente del Senado.